# Sârbi (Budești)
Sârbi [ˈsɨrbʲ] (ungarisch Szerfalva) ist ein rumänisches Dorf in der Gemeinde Budești des Kreises Maramureș.
Der Name des Dorfes Sârbi ist bedeutungsgleich mit der rumänischen Bezeichnung für die südslawische Ethnie Serben.

## Geographische Lage
Das Dorf liegt auf einer Höhe von etwa 460 Metern über dem Meeresspiegel, östlich des Gutâi-Gebirges. Am Cosău – ein rechter Zufluss des Mara – und an der Kreisstraße (drum județean) DJ 186B befindet sich Sârbi etwa 3,5 Kilometer in nördlicher Richtung von Budești entfernt.

## Geschichte
Der Ort wurde erstmals im Jahre 1459 urkundlich erwähnt.

## Bevölkerung
Die Bevölkerung des Dorfes entwickelte sich wie folgt:
| 1880 | 809   | 689   | 11 | 109 | 29  |
| 1920 | 1.000 | 888   | -  | -   | 112 |
| 1966 | 1.072 | 1.058 | 14 | -   | -   |
| 2002 | 923   | 922   | 1  | -   | -   |

## Sehenswürdigkeiten
- In der Nähe des Dorfes befinden sich die Holzkirchen Sf. Nicolae von Sârbi Josani 1665 und Cuvioasa Paraschiva von Sârbi Susani 1667 errichtet.[4] Beide Holzkirchen sind mittlerweile von der UNESCO zum Weltkulturerbe erhoben worden.
- Das Anwesen im Dorf mit technischer Volkskunst,[5] steht unter Denkmalschutz.[4]

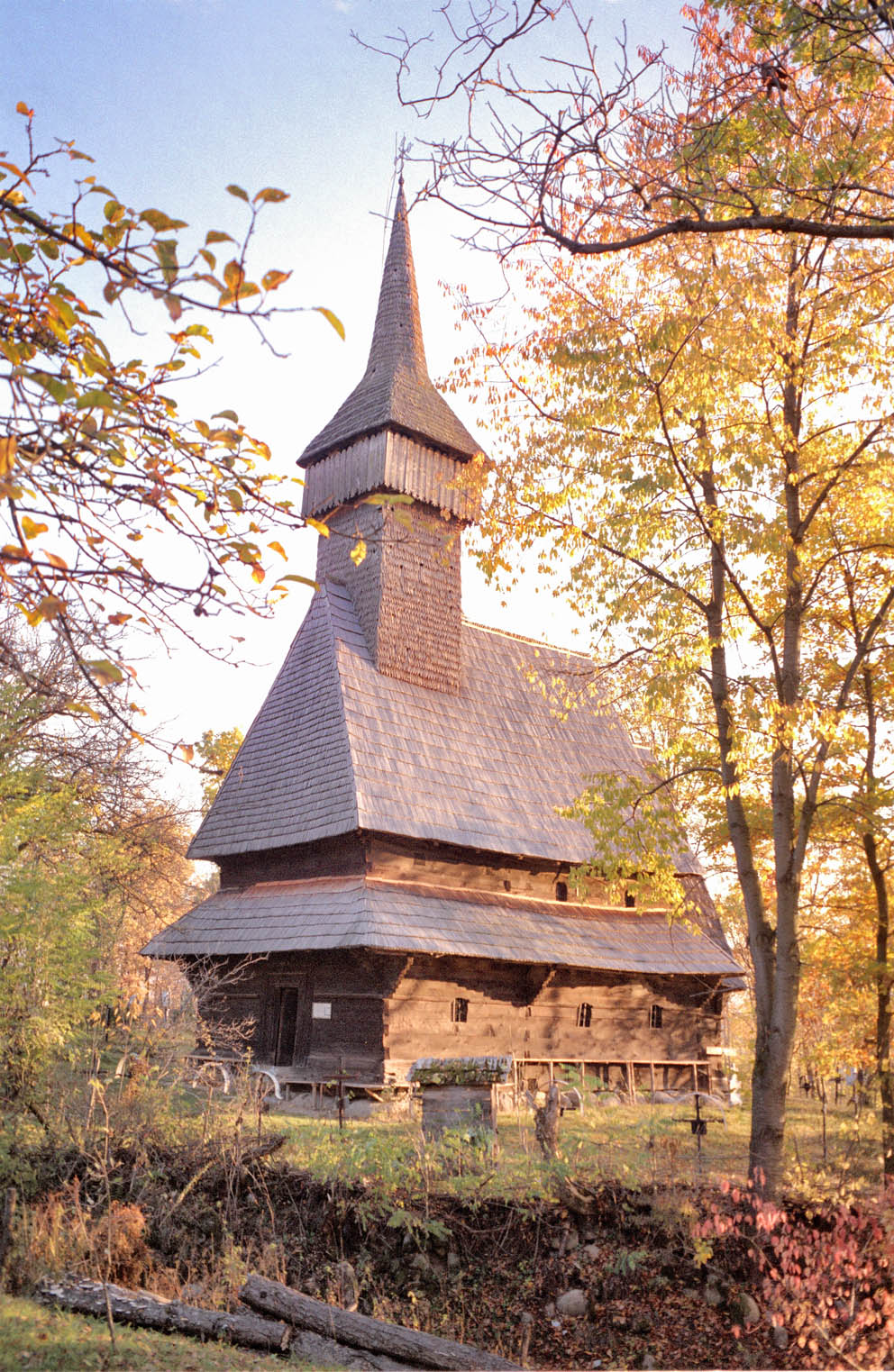
Holzkirche Sârbi Josani
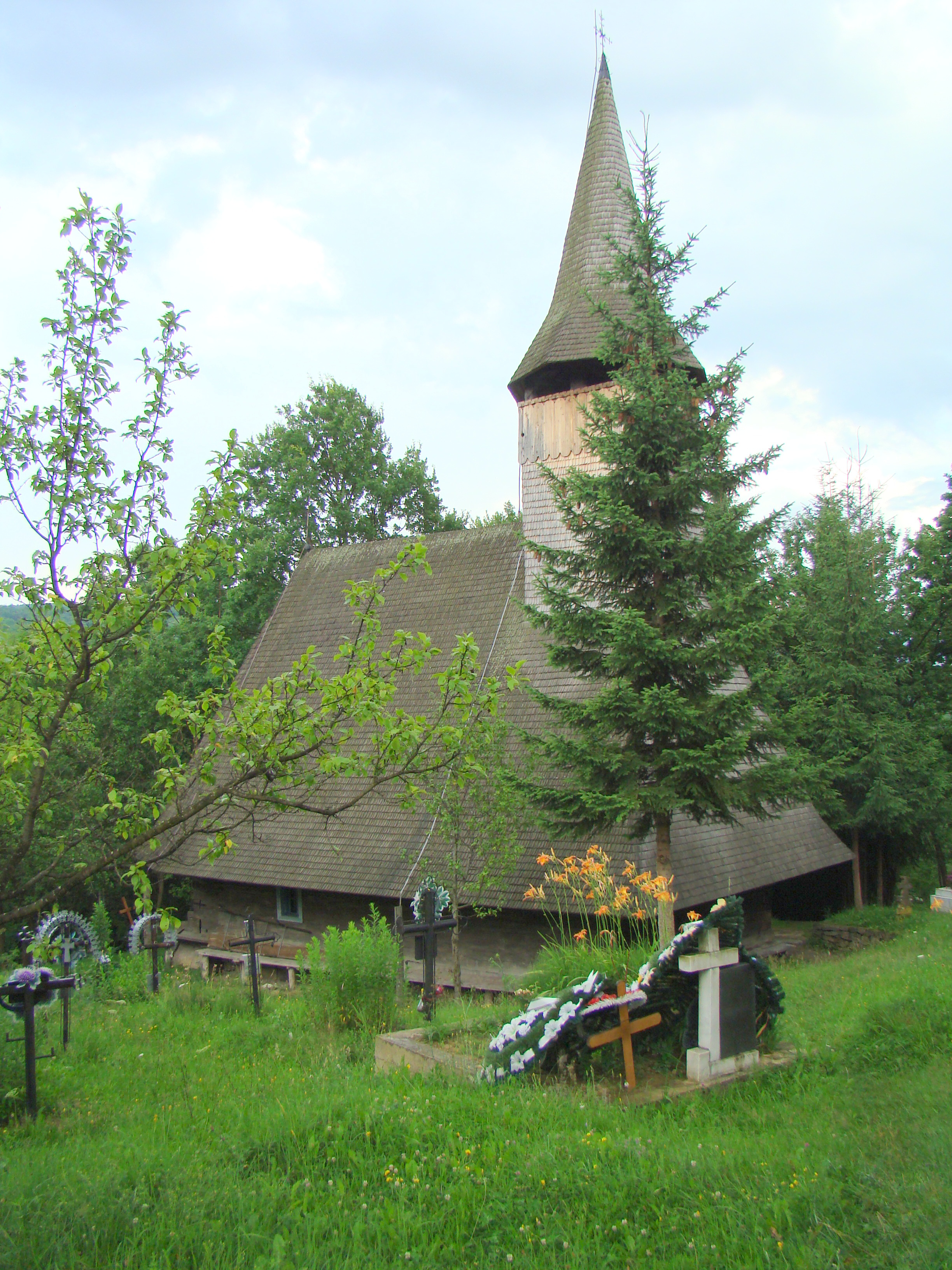
Holzkirche Sârbi Susani
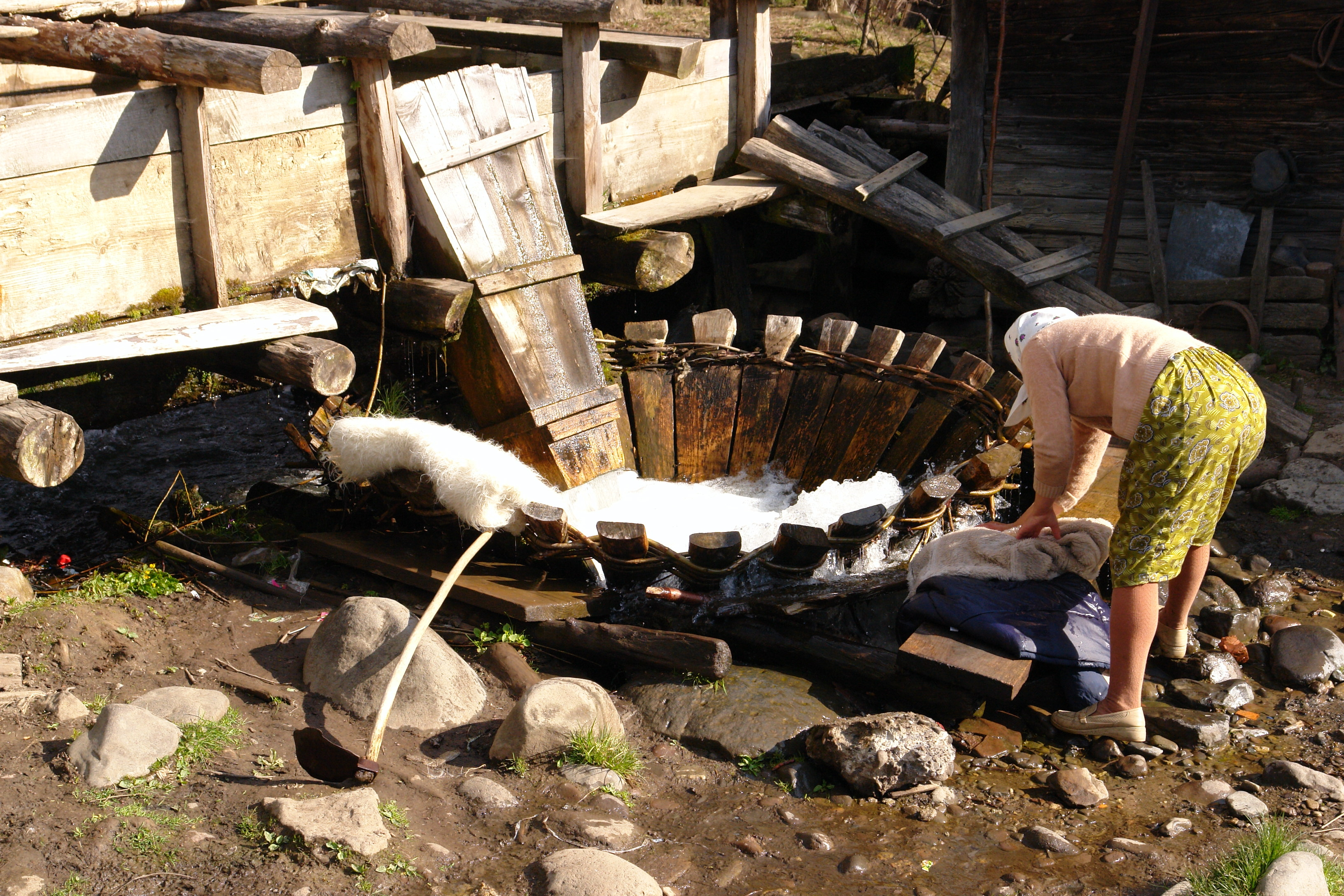
Wasseranlage eines Hofes
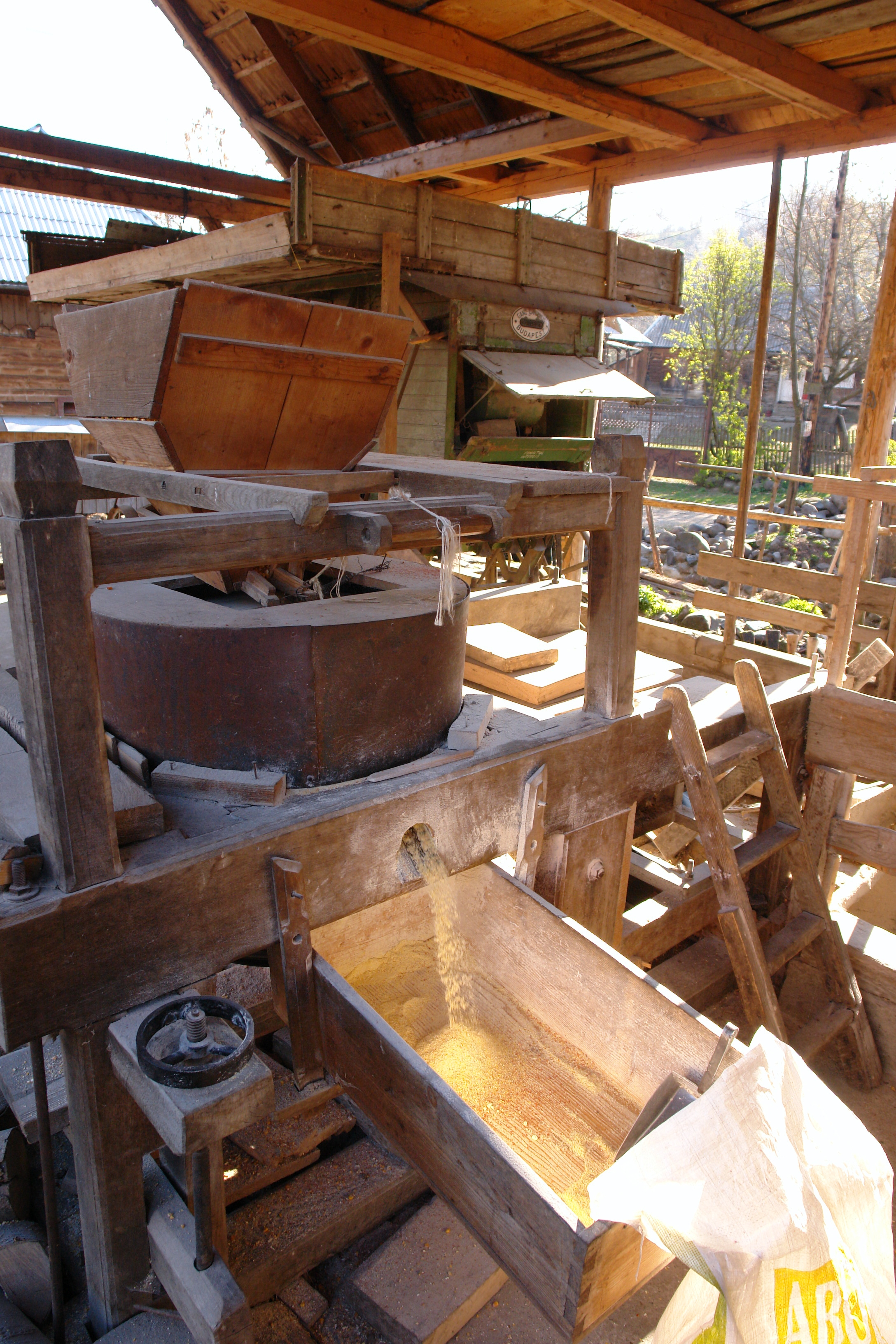
Landwirtschaftliche Mühle